# Ichneutes liosternus
Ichneutes liosternus är en stekelart som beskrevs av Per Abraham Roman 1924. Ichneutes liosternus ingår i släktet Ichneutes och familjen bracksteklar. Inga underarter finns listade i Catalogue of Life.